# سوني جيمس
جيمس هيو لودن (1 مايو 1928 - 22 فبراير 2016)، المعروف باسمه الفني سوني جيمس، هو مغني كانتري وكاتب أغاني وموسيقي أمريكي اشتهر بأغنيته Young Love عام 1957. ويلقب بالسيد الجنوبي (بالإنجليزية: Southern Gentleman)‏، ودخلت 72 أغنية من أغانيه قوائم أغاني الكانتري والبوب على مجلة بيلبورد بين عامي 1953-1983، بما فيها 16 أغنية احتلت المركز الأول بشكل متصل في فترة خمسة أعوام من مجموع 23 أغنية له احتلت المركز الأول. وهو عضو في قاعة مشاهير موسيقى الريف. تقاعد جيمس عام 1985 وظل يعيش في ناشفيل حتى وفاته.

## سيرته

### بداياته الموسيقية
جيمس هيو لودن هو ابن أرشي لي لودن وديلا بورليسون لودن، وكانوا يديرون مزرعة مساحتها 300 فدان (120 هكتار) خارج هاكلبيرغ، ألاباما. وكان والداه موسيقيين هواة، وكانت أخته ثيلما لي لودن تعزف وتغنى من سن مبكرة. وبعمر الثالثة كان يعزف على المندولين ويغني. في عام 1933 ظهرت الأسرة في اختبار أداء على الراديو ما جعلهم يظهرون بانتظام يوم السبت على الراديو في مسل شولس في ألاباما. وخلال تلك الفترة تطوع والداه لتربية فتاة من ألاباما تدعى روبي بالمر، وأصبحت هي أيضا جزءا من المجموعة الموسيقية، ولتعزف بعدها الفرقة في المسارح والقاعات والمدارس في جنوب الولايات المتحدة.
حتى تلك الفترة كانت العائلة تعزف في أوقات فراغها، لأنها كانت تعود بعد كل حفلة أو جولة للعمل في المزرعة. بعد سنوات قرر الوالد أن تمتهن العائلة الموسيقى دوام كامل، وقام بتأجير المزرعة وبدأوا يعزفون على الراديو في الفترة الصباحية وعزفوا في عدة محطات إذاعية أخرى في الجنوب. عادوا إلى ألاباما في عام 1949، حتى كانوا يعزفون على محطة راديو WSGN في برمنغهام، ألاباما. وقرب عيد الميلاد من ذلك العام، تزوجت الفتاتان في ويست ممفيس، اركنسو في حفل مزدوج وتركتا المجموعة. عثر الوالدان على فتاة أخرى لتأخذ مكانهما، ولكن سرعان ما انحلت الفرقة، فقد عاد الأب إلى هاكلبرغ وفتح متجر ملابس، حيث عمل فيه جيمس بعد أن أنهى دراسته الثانوية). خلال صيف العام 1950 عمل جيمس مع فرقة موسيقية، وكان يعزف الإيتار ويغني أحيانا على محطة راديو في ممفيس، تينيسي، ولكنه انقطع عن العزف بنهاية الصيف عندما تم إرسال وحدة الحرس القومي التي كان منخرطا بها للمشاركة في حرب كوريا. في 9 سبتمبر 1950 تم إرساله مع وحدة ألاباما من الحرس الوطني إلى كوريا، وعاد إلى الوطن في خريف عام 1951. انتقل جيمس إلى ناشفيل بعد تسريحه من الجيش حيث وقع مع كابيتول ريكوردز بمساعدة تشيت أتكينز. طلبت منه الشركة إسقاط اسم عائلته لأنهم رأوا أن هناك عدة موسيقيين باسم لودن، وأن اسم جيمس أسهل على الذاكرة، فقام بتسجيل نفسه باسم سوني جيمس.
ظهر جيمس على لويزيانا هيرايد التقى هناك بالمغني سليم ويتمان. غنى جيمس وعزف على الكمان في خشبة المسرح فحاز أعجاب الجمهور، ودعاه ويتمان ليغني معه في فرقته الجديدة. ظل جيمس فرقة ويتمان لشهرين فقط لأنه لم يشعر بالارتياح في الحانات والأماكن المليئة بالدخان والكحول، قائلا أن أسرته قد ظهرت فقط في المدارس وغيرها. وعلى مدى السنوات القليلة القادمة، أصدرت عدة أغاني حققت نجاحا معقولا واستمر ببناء مسيرته في العروض الحية. انتقل جيمس إلى التلفزيون، حيث كان يظهر على برنامج أوزارك جوبيلي من أكتوبر 1955 والذي بثته أيه بي سي من سبرينغفيلد، ميسوري.

### النجاح على القوائم
في أواخر عام 1956 أصدر جيمس أغنية "Young Love"، لتكون الأغنية التي عرف بها. وتصدرت الأغنية قوائم أغاني الكانتري والبوب في مجلة بيلبورد في يناير عام 1957. لم تتمكن شركة كابيتول من توفير ما يكفي من النسخ لأنها لم تتوقع نجاح الأغنية بين أغاني البوب. كما وصلت للمركز 11 على قوائم الأغاني في المملكة المتحدة. وبيع منها أكثر من مليون نسخة، وحصلت على جائزة القرص الذهبي. ترك جيمس شركة كابيتول في عام 1959، ووقع مع شركة ناشنال ريكوردينغ. وشملت مسيرته الغناء مع شركة دوت (1960-1961)، آر سي أيه (1961-1962)، وعاد مجددا إلى كابيتول (1963-1972)، ثم انتقل إلى كولومبيا (1972-1979)، مونيومنت (1979)، ثم شركة دايمنشن (1981-1983).
أصبح جيمس عضوا في غراند أول أوبري عام 1962. وكان ضيفا على عدة برامج تلفزيونية مثل برنامج بوب هوب وبرنامج هي هو وبعض الأفلام الصغيرة في هوليوود. في عام 1969 اختارته مجلة بيلبورد لجائزة فنان السنة. في عام 1971، قام جيمس بتقديم تسجيل خاص لطاقم أبولو 14، وقدموا له لاحقا أحد الأعلام الأمريكية الصغيرة التي حملت إلى القمر.

### خط أغاني المرتبة الأولى
بداية من العام 1967 مع أغنية "Need You" ونهاية بأغنية "Here Comes Honey Again" في عام 1971، سجل جيمس 16 أغنية تصدرت قوائم أغاني الريف، وذلك من مجموع 23 أغنية له تصدرت القوائم. وكان آخرها في عام 1974 "Is It Wrong (For Loving You)". خلال هذه الفترة ساعد جيمس على إطلاق مسيرة ماري أوزموند، وإنتاج ألبوماتها الثلاثة الأولى، وكذلك أغنيتها الناجحة عام 1973 "Paper Roses".

### حياته الشخصية
في عام 1957 تزوج جيمس من دوريس لودن في دالاس، تكساس. في عام 1983، تقاعد جيمس وعاش في منزله مع دوريس في ناشفيل. وعاد إلى بيته في هاكلبرغ في 25 أبريل 2009 للاحتفال بالذكرى المئوية لتأسيس المدينة وغنى على المسرح الرئيسي خلال المهرجان.
مات جيمس في ناشفيل، تينيسي يوم 22 فبراير 2016 بعمر 87 عاما.

## التقدير
تقديرا لمساهمته في صناعة الموسيقى، تم وضع نجمة لجيمس عام 1971 على ممشى المشاهير في هوليوود في 6630 هوليوود بوليفارد، وفي عام 1987 تم اختياره لقاعة مشاهير الموسيقى في ألاباما. في عام 2006 أدخل جيمس في قاعة مشاهير موسيقى الريف، وظهر على شاشة التلفزيون للمرة الأولى منذ نحو عشرين عاما لقبول التقدير خلال حفل جوائز جمعية موسيقى الريف في 6 نوفمبر 2006 .

## وصلات خارجية
- سوني جيمس على موقع IMDb (الإنجليزية)
- سوني جيمس على موقع ميوزك برينز (الإنجليزية)
- سوني جيمس على موقع أول موفي (الإنجليزية)
- سوني جيمس على موقع أول ميوزيك (الإنجليزية)
- سوني جيمس على موقع ديسكوغز (الإنجليزية)
- سوني جيمس على موقع قاعدة بيانات الفيلم (الإنجليزية)
- سوني جيمس على موقع كينوبويسك (الروسية)